# زفة الكيذا ( عادة عمانية تقليدية)
زفة الكيذا؛ احتفال تقليدي يقام عند غرس شتلات الكيذا، يشتهر في ولايات محافظة جنوب الباطنة غير الساحلية، وبعض ولايات محافظة الداخلية في سلطنة عمان.

## كيفية الاحتفال
تودى زفة الكيذا على الشكل الآتي:
- تبدأ بتطييب الشتلة بالبخور والمواد العطرية.
- تغطى الشتلة بلحاف من القماش الأخضر ( كما العروس)، وتلتف النساء حولها.
- تودى مجموعة من الأهازيج المتوارثة على إيقاع العضد(نوع من الحلي).[1] الموسوعة العمانية للناشئة ، وزارة الثقافة والرياضة والشباب، مجلد التراث الثقافي ص227.

## الوصلات الخارجية
- معلومات عن الشجرة التي تتولى زراعتها النساء دون الرجال
- استحضار «فنون المرأة» من ذاكرة الموروث العماني